# Dimítrios Vúlgaris
Dimítrios Vúlgaris (em grego: Δημήτριος Βούλγαρης; romaniz.: Dimítrios Voúgaris; 1802 — 1877) foi um político da Grécia. Ocupou o cargo de primeiro-ministro da Grécia.